# G.I. (Annoyed Grunt)
«G.I. (Annoyed Grunt)» (или «G.I. D’oh!») (с англ. — «Американский солдат Д’оу») — пятая серия восемнадцатого сезона мультсериала «Симпсоны». Впервые вышла 12 ноября 2006 года в США на телеканале «FOX».

## Сюжет
В Спрингфилдском торговом центре Барт и Милхаус мучают хулиганов, когда те работают в обувном магазине. Однако, когда менеджер уходит, хулиганы раздевают их до нижнего белья и вешают в витрине магазина. Два вербовщика армии США не могут сагитировать Джимбо, Дольфа и Керни. Понимая, что «даже самые тупые подростки в самом тупом городе самого тупого штата слишком умны, чтобы идти в армию», они решают вербовать детей помоложе.
Во время неожиданного собрания в Начальной школе Спрингфилда вербовальщики показывают короткий фильм, изображающий армию как высокотехнологичное приключение. Согласно фильму, солдаты летают на вертолётах, уничтожая злодеев днём и качаясь перед тысячами кричащих поклонников ночью. Долго не думая, ученики быстро выстраиваются в очередь для зачисления…
Взволнованный Барт приходит домой из школы и показывает Гомеру и Мардж свою форму для вступления в армию, когда ему будет 18. Хотя Гомер и впечатлён, Мардж приходит в ужас от этого, что побудило её отправить Гомера к вербовщикам, чтобы вытащить Барта из всего этого. Гомер неохотно заставляет обоих вербовщиков разорвать контракт с Бартом, принося извинения за это, говоря, что Мардж сказала ему сделать это. Узнав об этом, вербовщики охотятся на легковерие Гомера и убеждают его вступить вместо сына.
На службе Гомер бесит своего нового упёртого полковника. В то время как большинство новобранцев назначено на пехоту, Гомер и группа глупых новобранцев назначены изображать противоборствующую силу (Китай) во время полевых учений. Узнав, что это испытание нового оружия, подразделение пытается спрятаться. Гомер, ошибочно принимая стрельбу за китайский Новый год, случайно раскрывает местонахождение своего подразделения, запуская вспышку. Вспышка ослепляет полковника и его людей, которые все были в очках ночного видения. Гомер и его подразделение быстро сбегают в Спрингфилд, пока армия преследует их.
Когда полковник и его войска патрулируют Спрингфилд в поисках Гомера, последний со своей группой пробирается в таверну Мо. Однако Мо его предаёт и группа вынуждена скрываться в доме Гомера. Мардж и Гомер удивлены игрушечным вертолётом, оснащённым камерой, и, пробежав весь дом, Гомер пытается избежать его. В конечном итоге, приведя вертолёт в шкаф, полный тротила и динамита, он закрывает дверь, и шкаф взрывается.
Чтобы избежать армии, Гомер неохотно прячется в доме престарелых. Мардж настраивает сообщество Спрингфилда к скоординированному сопротивлению оккупантов-армейцев с помощью кампании «телефонное радио». Граждане засыпают городское водохранилище алкоголем, опьяняя оккупационные силы. В результате похмелье полковника настолько велико, что он неохотно сдаётся горожанам, требуя только, чтобы Гомер отслужил остаток срока. Гомер делает это, становясь вербовщиком.
Во время заключительных титров под военную версию главной темы мультсериала слышен голос полковника, который назначает «пушечным мясом» (англ. frontline infantry) почти каждого из члена авторской группы. Исключение составляет Кифер Сазерленд (озвучивавший полковника), назначенный в береговую охрану США.

## Культурные отсылки
- Название серии — отсылка к линии игрушек «G.I. Joe». Слово «Grunt» — военный сленг для солдат пехоты США. «Annoyed Grunt» или «D’oh» (рус. Д’оу!) — любимое восклицание Гомера.
- Перед началом собрания в Спрингфилдской начальной школе Милхаус спрашивает о концерте «The Doodlebops», популярном детском шоу.
- В фильме для вербовки армии звучит саундтрек к фильму «Александр Невский» «Вставайте, люди русские!» Сергея Прокофьева, которая переключается на «Communication Breakdown» Led Zeppelin.
- Армейская видеоигра убивает Усама бен Ладена, Адольфа Гитлера, Джейсона Вурхиза и «смертельный ураган»[1].
- Когда полковник заставляет новобранцев отжиматься, а Гомера есть пончики — это отсылка на сцену из фильма «Цельнометаллическая оболочка». На фильм снова ссылаются, когда Гомер задаётся вопросом, спросит ли их сержант о недостатках.
- Во время штурмового курса играет песня «Toy Soldiers» Мартики.
- Убеждая Мо спрятать от армии, Гомер упоминает сериал «Stripes» (рус. «Добровольцы поневоле», в русском дубляже «Полосы»).
- Когда Гомер объясняет, почему они не должны сдаваться войскам полковника, он упоминает, что армия США, ссылаясь на пытки заключённых в тюрьме Абу-Грейб.
- Сцена преследования Гомера игрушечным вертолётом напоминает много классических погонь в мультфильмах Looney Tunes.
- Когда Лиза пытается прочитать лекцию армейскому полковнику о том, что оккупацией незнакомого города никогда не одолеть местное население, в качестве одного из источников она ссылается на войну во Вьетнаме и её результаты.

## Отношение критиков и публики
Во время премьеры на канале Fox серию просмотрели 11,43 млн человек. Серия получила смешанные, в основном отрицательные отзывы. Адам Финли из «TV Squad» похвалил, что эпизод был с совершенно случайными событиями, и получил удовольствие от пародии на «Looney Tunes».
Дэн Айверсон из IGN, однако, возненавидел этот эпизод, дав ему оценку 3,5 из 10, называя его «болезненно несмешным», и «попытка шоу высмеивать состояние вооруженных сил США просто перешла черту хорошего вкуса». Он пришел к выводу, что это «безусловно» худший эпизод сезона и «вполне возможно» худший эпизод за всю историю «Симпсонов». Однако ему очень понравилась пародия на Looney Tunes и участие Сазерленда.
Консервативный комментатор Мишель Малкин раскритиковала серию, написав: «Издевательство над армейскими вербовщиками и новобранцами абсолютно отвратительно».
На сайте The NoHomers Club согласно голосованию большинство фанатов оценили серию на 3/5 со средней оценкой 3.00/5.